# Liga voor de Rechten van de Mens (Nederland)
De Liga voor de Rechten van de Mens is een Nederlandse organisatie die ijvert voor de mensenrechten. De organisatie is vooral bekend door de jaarlijkse uitreiking van de Clara Meijer-Wichmann Penning aan een persoon of instelling die zich inzet voor de rechten van de mens.

## Geschiedenis
De Liga voor de Rechten van de mens bestond al als vereniging in informele vorm in de jaren 70. Op 14 april 1982 werd ze officieel opgericht door Pieter Glebbeek, Jacob Hubert Smeets en Ernst Stern. De Liga had haar zetel in Amsterdam, maar is sinds 2022 gevestigd in Haarlem.

## Achtergrond
De Liga voor de Rechten van de Mens verenigt inwoners van Nederland die aandacht nastreven voor de toepassing van de mensenrechten in Nederland. Vaak denken mensen bij mensenrechten aan het buitenland en aan internationale politiek. Maar ook binnenlands beleid heeft belangrijke mensenrechtenaspecten in zich. De Liga voor de Rechten van de Mens ziet dat in Nederland met name economisch, sociale en culturele rechten vaak veronachtzaamd of zelfs geschonden worden. Voornamelijk toch al gemarginaliseerde of gediscrimineerde groepen lijden daar vaak het meest onder.
De Universele Verklaring van de Rechten van de Mens werd aangenomen in 1948 en geldt sindsdien voor alle leden van de Verenigde Naties. Op de Verklaring volgde een aantal VN-verdragen over mensenrechten, die formeel bindend zijn voor de staten die ze hebben bekrachtigd (geratificeerd). Nederland heeft dat voor bijna al deze verdragen gedaan.
De Raad van Europa, waarbij alle Europese landen behalve Belarus en Rusland zijn aangesloten, heeft het Europees Verdrag voor de Rechten van de Mens opgesteld. Klachten over schendingen van dit verdrag kunnen (nadat de nationale rechtsgang is doorlopen) worden voorgelegd aan het Europees Hof voor de Rechten van de Mens, dat bindende uitspraken doet. Nederlandse rechters kunnen ook zelf het verdrag toepassen in hun rechtspraak.
Overheden worden geacht zich in hun wetgeving en beleid te houden aan de mensenrechten. In Nederland hebben de Raad van State, dat over alle wetsonderwerpen adviseert, en het College voor de Rechten van de Mens heeft een belangrijke taak op dit gebied. De Ombudsman ziet toe op fatsoenlijk bestuur. Echter, hun adviezen en rapporten worden lang niet altijd en vaak niet volledig opgevolgd. Er bestaat een Nationaal Actieplan Mensenrechten, maar dat speelt vrijwel geen rol in het op mensenrechtennormen afstemmen van beleid.
Ook wordt, door het overhevelen van de uitvoering van beleid naar gemeenten naar bovengemeentelijke organen en naar min of meer zelfstandige bestuursorganen, de verantwoordelijkheid voor het handhaven van mensenrechtennormen vager. Technocratisch denken, gericht op efficiënt ‘management’, is leidend bij het besturen van organen met een publieke functie. Het steeds breder gebruik van algoritmes brengt het risico mee van versterking van onrechtvaardige en discriminerende situaties.

## Activiteiten
De Nederlandse Liga voor de Rechten van de Mens zet zich in voor een evenwichtige toepassing van mensenrechten, een effectieve en inclusieve democratie en een rechtstaat die er is voor iedereen. Dat bereiken en vasthouden vergt voortdurend onderhoud en bijstelling. De in Nederland ontstane slijtage moet worden hersteld. De Liga werkt daaraan door zich met haar standpunten te richten op de politiek en door een positieve bijdrage te leveren aan het publieke debat. De taken die de Liga hiertoe onderneemt zijn terug te lezen in het beleidsplan welke op de website van de Liga voor de Rechten van de Mens te vinden is. 
Zoals hierboven genoemd is de Liga voor de Rechten van de Mens vooral bekend door de jaarlijkse uitreiking van de Clara Meijer-Wichmann Penning. Deze wordt sinds 1988 vrijwel ieder jaar uitgereikt aan een persoon of organisatie die bijzondere erkenning verdient voor diens inzet voor de verdediging van de rechten van de mens, met name in Nederland. Deze uitreiking gebeurt over het algemeen op 10 december, de Dag van de Rechten van de Mens. 
Daarnaast werkt de Liga voor de Rechten van de Mens aan het opzetten van Mensenrechtencafés.